# Militärischer Gruß

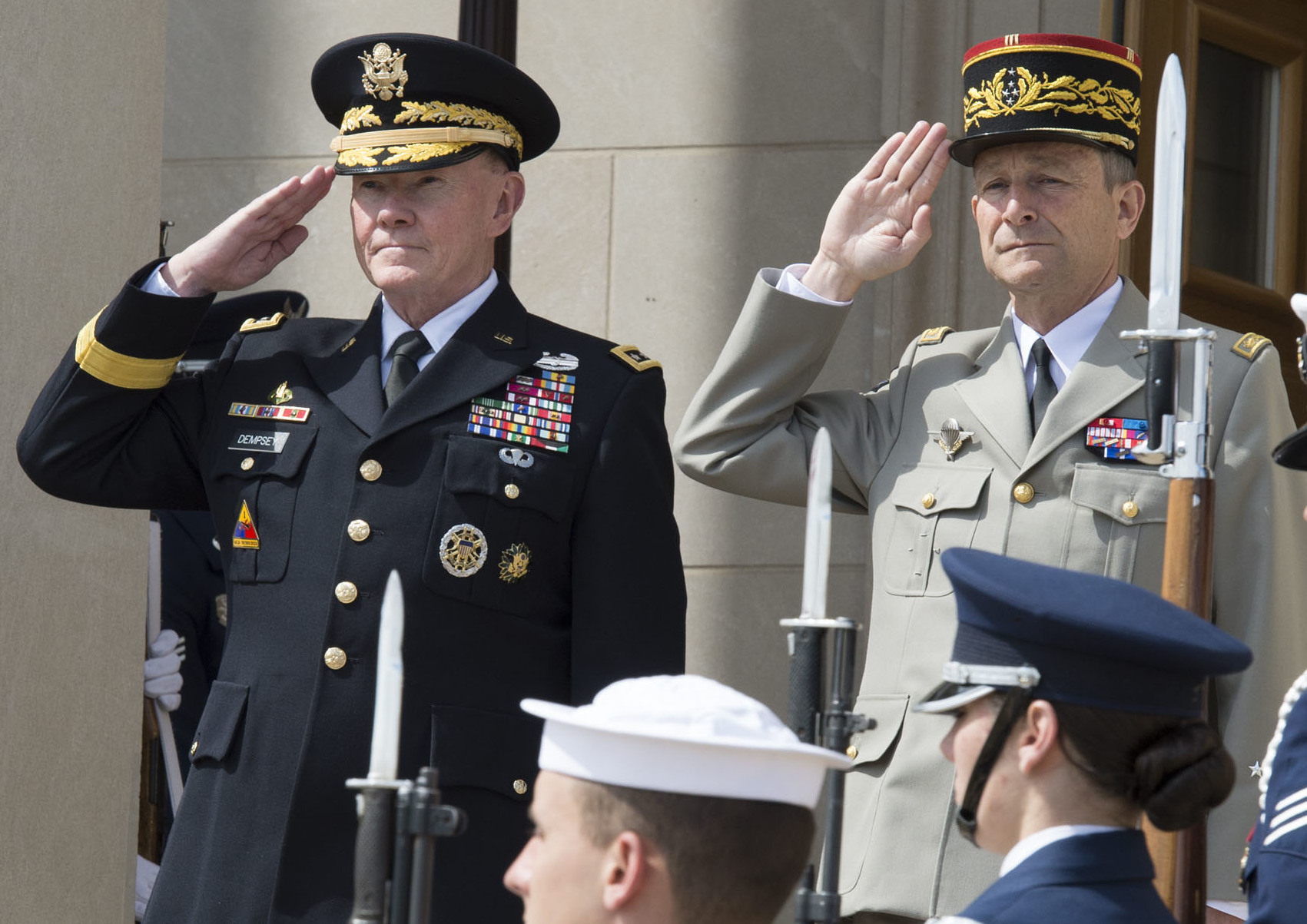
Unterschiedliche Ausführung des Grußes: US-General Martin E. Dempsey (links) und der französische General Pierre de Villiers (rechts)

Ein militärischer Gruß (auch Salut) dient in der Tradition der meisten Streitkräfte sowie in anderen militärisch organisierten oder uniformierten Institutionen als gegenseitige Ehrenbezeugung. Er wird international auf ähnliche Weise ausgeführt, wobei Einzelheiten von Nation zu Nation variieren.
Er wird heute durch Anlegen der gestreckten Finger der rechten Hand an den Schirm der Kopfbedeckung oder die Schläfe (wenn man keine Kopfbedeckung trägt) erwiesen, obwohl je nach Situation auch andere Formen des Grußes dem militärischen Gruß entsprechen, beispielsweise die Blickwendung in einer Formation oder das Präsentieren der Waffe. Im weiteren Sinne zählen auch Ehrenbezeugungen wie Salutschüsse, Überflüge, Flaggenschmuck an Schiffen oder das Seite-Pfeifen zum Begriff des militärischen Grußes.

## Ursprung der Ehrenbezeugung
Der Ursprung des militärischen Grußes ist bei den Rittern des Mittelalters zu suchen. Das Hochklappen des Visiers bedeutete ein Aufgeben des Kopfschutzes und signalisierte damit friedliche Absichten, vor allem unter gleichgestellten Rittern. Zur Identifikation war es unnötig, da es hierzu im Turnier die Ansage und vor allem das Wappen auf Schild oder Helm gab.
Im deutschen Sprachraum war die älteste Form der Ehrenbezeigung das „Präsentieren der Waffe“, welches seit dem Jahr 1692 bei der „Sächsischen Garde“ für die Wachen vorgeschrieben war. 1726 beschrieb Flemmings „Sächsische Instruction“, wie schwierig es war, wenn „mit dem Gewehr“ gegrüßt wurde. Es gab eine Vielzahl von teilweise recht verwirrenden Einzelanweisungen für den Soldaten, die mit den Worten: „Ziehet seinen Hut ab, und setzt ihn wieder auf“ endeten. In der „Bayerischen Instruction“ aus dem Jahr 1774 kam zum Ausdruck, dass nur vor dem Kurfürsten der „Hut zu ziehen war“.
Vor dem Offizier galt es „Front zu zeigen“, d. h. der Soldat stand still und sah den „Officier frei, beherzt und mit anständiger Miene an, ohne seinen Hut zu ziehen“. Der Grund dieses Wandels lag unter anderem in der geänderten Kopfbedeckung: Bärenfellmütze und auch die Grenadiermütze hatten einen Kinnriemen, beide waren umständlich abzunehmen. Als Ausgleich setzte sich nun das Frontmachen mit dem „Handanlegen“ mit einer Hand an die Kopfbedeckung durch – mit Waffe wurde diese präsentiert.

## Militärischer Gruß mit der Waffe

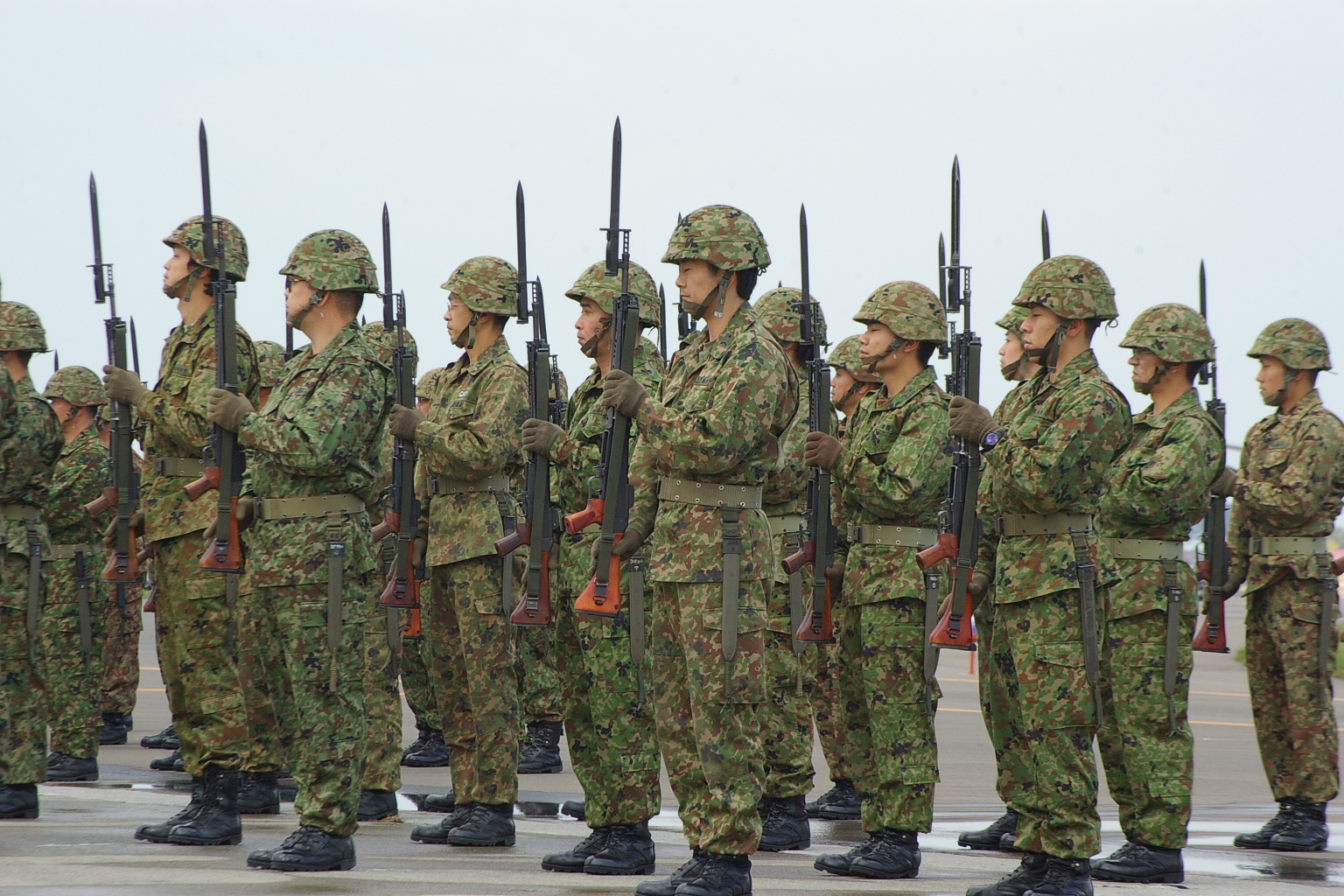
Japanische Soldaten der JSDF präsentieren das Gewehr.

Die militärische Ehrenbezeigung mit der Waffe war nach dem preußischen Reglement von 1743 das Vorzeigen des Gewehrs zur Inspektion. Der Kontrolloffizier gab das Kommando „Präsentiert das Gewehr“ und „Das Gewehr flach“, damit von ihm überprüft werden konnte, ob genügend trockenes Pulver auf der Pfanne lag. Aus dieser rein zweckdienlichen Handlung entwickelte sich im 18. Jahrhundert eine Ehrenbezeigung, die dazu diente, die Unterordnung vor dem Kontrollierenden zum Ausdruck zu bringen.
Zwei Hauptformen der Ehrenbezeigung mit der Waffe sind heute noch weltweit gebräuchlich:
- Präsentieren des Gewehrs: Dabei wird das Gewehr in eine vertikale Position vor den Körper des Soldaten geführt, wobei die Handhaltung unterstreichen soll, dass die Waffe ungeladen, also zur Inspektion bereit ist.[5]
- Präsentieren/Senken des Säbels: Hier wird zunächst der Griff der gezogenen Blankwaffe zum Gesicht oder zur Brust geführt und der Säbel anschließend am ausgestreckten Arm gesenkt. Das Führen des Griffs zum Gesicht bzw. zur Brust soll verdeutlichen, dass die Waffe mit Überzeugung geführt wird („mit Herz“ bzw. „mit Verstand“).[5]

Diese beiden Grundformen sind prinzipiell auf der ganzen Welt identisch, sie unterscheiden sich lediglich in ihren Ausführungen. So ist z. B. beim Präsentieren des Gewehrs die Handhaltung je nach Militärtradition unterschiedlich und die nötigen Kommandofolgen sind verschieden (so kann beispielsweise in den USA die auf dem Boden abgestellte Waffe direkt in den Präsentiergriff genommen werden, in anderen Armeen muss sie zuvor erst geschultert werden).
Mehr und mehr treten diese historischen Exerzierformen mit der Waffe in den Hintergrund, zum einen, weil ihre Einübung Zeit in Anspruch nimmt, die für andere Ausbildungen dringender benötigt wird, und zum anderen, weil moderne Waffen aufgrund ihrer Formgebung und Größe sich erheblich von den historischen Waffen unterscheiden, mit denen diese Griffe ursprünglich exerziert wurden.
Die Nationale Volksarmee (NVA) ließ, wie auch die Bundeswehr heute, das Gewehr nur noch durch die Ehrenposten und durch die Wachtruppen präsentieren.
So wird z. B. in der Bundeswehr auf das Kommando „Achtung – Präsentiert!“ die linke Hand schnell an die Mitte des Handschutzes des schräg vorgehängten Gewehrs genommen. Dabei bildet der Unterarm eine gerade Linie zu den gestreckten Fingern. Durch kurzes Schlagen auf den Handschutz wird hierbei durch ein einheitliches, deutlich wahrnehmbares Schlaggeräusch das Präsentieren unterstützt. Auf das Kommando „Hand – ab!“ wird wieder die Ausgangsform (Stillgestanden) eingenommen. Hierbei wird die linke Hand wieder schnell an den linken Oberschenkel genommen, die rechte Hand verbleibt immer an der Schulterstütze.
Vor allem in solchen Einheiten, die für die Durchführung des militärischen Protokolls zuständig sind, haben sich die ursprünglichen Grußformen mit der Waffe aufgrund ihres höheren Schau- und Repräsentationswerts noch erhalten (vgl. Wachbataillon beim Bundesministerium der Verteidigung).
Weitere, spezialisierte Formen des Grußes mit der Waffe sind mittlerweile kaum noch verbreitet bzw. werden nicht mehr angewandt. So exerzierten in Deutschland beispielsweise die preußischen Gardetruppen bis 1914 einen besonderen („friderizianischen“) Präsentiergriff während des Vorbeimarsches, und bis 1945 erwiesen militärische Wachen bei bestimmten Vorgesetzten die Ehrenbezeigung durch das so genannte Ins Gewehr treten (Schultern des Gewehrs).

## Deutschland

### Streitkräfte des Kaiserreichs
Offiziere grüßten durch Handanlegen an die Kopfbedeckung, vor sogenannten Allerhöchsten Persönlichkeiten galt es zusätzlich „Front zu machen“, also Haltung anzunehmen und stramm zu stehen. Nicht im Offiziersrang stehende Soldaten grüßten Offiziere allgemein mittels Front machen, ohne zusätzliches Handanlegen. Generale und Offiziere, zu denen kein Vorgesetztenverhältnis bestand, wurden auch von Nicht-Offizieren nur per Handanlegen und im Vorbeigehen gegrüßt; das galt analog gegenüber Portepeeunteroffizieren, Feldjägern und Seekadetten I. Klasse (Fähnriche zur See).

### Wehrmacht
Nach dem Reibert gab es in der Wehrmacht drei Arten von Ehrenbezeigungen:
- das Vorbeigehen in gerader Haltung,
- das Stillstehen mit der Front zum Vorgesetzten,
- das Stillsitzen.

Ehrenbezeigungen wurden erwiesen:
- mit Kopfbedeckung unter Anlegen der rechten Hand an die Kopfbedeckung,
- ohne Kopfbedeckung oder in ziviler Kleidung durch Erweisen des „Hitlergrußes“ bzw. „Deutschen Grußes“,
- bei Behinderung durch Tragen oder Halten von Gegenständen usw. durch Vorbeigehen in gerader Haltung, durch Stillstehen oder Stillsitzen.

In geschlossenen Räumen war bei dienstlichen Meldungen im Dienstanzug mit Mütze oder im Meldeanzug die Kopfbedeckung abzunehmen und in der linken Hand zu halten. Mit der rechten Hand war der „Hitlergruß“ bzw. „Deutsche Gruß“ zu erweisen.
Die Ehrenbezeigungen waren schnell und straff auszuführen. Sie begannen fünf Schritte vor und endeten zwei Schritte hinter dem Vorgesetzten oder wurden beim Betreten oder Verlassen von Räumen erwiesen. Die Ehrenbezeigungen ohne Gewehr erfolgten:
- beim Herantreten an einen Vorgesetzten ist die rechte Hand schnell an die Kopfbedeckung zu legen und ebenso in Grundstellung zu bringen, vor dem Entfernen von dem Vorgesetzten wird die gleiche Ehrenbezeigung wiederholt,
- im Gehen ohne Kopfbedeckung durch Vorbeigehen in gerader Haltung und Erweisen des Hitlergrußes,
- im Stehen ohne Kopfbedeckung durch Stillstehen mit der Front zum Vorgesetzten und Erweisen des Hitlergrußes,
- im Stehen wird die Ehrenbezeigung durch Stillstehen mit der Front zum Vorgesetzten und Anlegen der rechten Hand an die Kopfbedeckung während der Dauer der Ehrenbezeigung,
- im Stehen, mit Kopfbedeckung durch Anlegen der rechten Hand an die Kopfbedeckung. Dabei wird die rechte Hand schnell an die Kopfbedeckung gelegt, das Handgelenk leicht nach unten gewinkelt, die Finger wie in der Grundstellung. Zeige- und Mittelfinger berühren den unteren Rand der Kopfbedeckung etwa über dem äußeren Winkel des rechten Auges. Der rechte Arm wird etwa in Schulterhöhe gehoben. Der linke Arm ist in der Grundstellung. Nach der Ehrenbezeigung wird der Arm schnell heruntergenommen.

Grußpflicht galt gegenüber Angehörigen aller militärischen Organe, der Parteiorganisationen (beispielsweise der SS) sowie des Reichsforstamts, des Zolls, der Bahnpolizei bzw. des SS-Bahnschutzes und der Polizei. Ebenso musste beim Abspielen der Deutschen Nationalhymne und des Horst-Wessel-Liedes (das meist unmittelbar danach gespielt wurde), gegenüber Fahnen und Feldzeichen der NSDAP, wenn sie im geschlossenen Zug mitgeführt wurden, sowie beim Herantreten an Ehrenmale gegrüßt werden.
In Folge des gescheiterten Hitlerattentats vom 20. Juli 1944 baten die Oberbefehlshaber von Heer, Kriegsmarine und Luftwaffe den „Führer“ um die Erlaubnis, den „Deutschen Gruß“ anstelle des bisherigen militärische Grußes in der Wehrmacht einzuführen. Dem Gesuch wurde am 24. Juli 1944 entsprochen. Bis Kriegsende hatten nun auch Wehrmachtsangehörige (wie die Waffen-SS usw.) bei allen Gelegenheiten mit ausgestrecktem rechten Arm zu salutieren.

### Bundeswehr
Die Vorschriften zum militärischen Grüßen wurden im Wesentlichen von der Wehrmacht übernommen. Der größte Unterschied besteht beim Grüßen ohne Kopfbedeckung, die auch für geschlossene Formationen bestand. Die Grußpflicht in der Bundeswehr regelt die Zentralrichtlinie A2-2630/0-0-3 „Formen und Feiern der Bundeswehr“ (ehemals ZDv 10/8), die Ausführung des Grußes ist in der Zentralrichtlinie A2-221/0-0-1280 „Formaldienstordnung“ (vormals ZDv 3/2) festgeschrieben.
Die Vorschriften sehen für einen Gruß die Möglichkeiten „Anlegen der rechten Hand an die Kopfbedeckung (bzw. den Kopf)“, „Einnehmen der Grundstellung mit Front zum Vorgesetzten“ oder „Blickwendung“ vor, die je nach Situation angewandt werden. Der Gruß kann jeweils durch einen verbalen Gruß ergänzt werden: „Guten Tag, Herr Leutnant!“
Der Gruß wird von Soldaten in Uniform grundsätzlich gegenüber Angehörigen höherer Dienstgradgruppen erwiesen, allerdings nur bei der ersten Begegnung am Tag und nur innerhalb umschlossener militärischer Anlagen. Eine Ausnahme hiervon sind die unmittelbaren Vorgesetzten und für Soldaten bis einschließlich Hauptfeldwebel der Kompaniefeldwebel: Diese sind bei der ersten Begegnung am Tag zu grüßen, gleich ob sie sich innerhalb oder außerhalb der Kaserne befinden.
Grundsätzlich immer zu grüßen sind Generale und Admirale, der Bundesminister der Verteidigung, Bundespräsident und -kanzler sowie Staats- und Regierungschefs anderer Staaten. Der militärische Gruß innerhalb derselben Dienstgradgruppe oder gegenüber Angehörigen der Streitkräfte verbündeter Staaten ist zwar nicht verpflichtend, wird aber als Ausdruck von Kameradschaft gerne gesehen.
Der Grüßende hat dabei, unabhängig vom Dienstgrad der beteiligten Soldaten, Anspruch auf eine korrekte Erwiderung des Grußes.
Weiterhin ist der militärische Gruß beim öffentlichen Spielen einer Nationalhymne, bei Flaggenparaden, vor Truppenfahnen, beim An- und Vonbordgehen eines Kriegsschiffs und bei Trauer- und Gedenkfeiern zu leisten. Wenn der Soldat einem Trauerzug begegnet, ist auf der Höhe des Sarges zu grüßen. Es ist ebenfalls beim Herablassen des Sarges, beim gleichzeitigen Spielen des Liedes Ich hatt’ einen Kameraden, zu grüßen. Hierbei ist der Gruß zu halten, bis das Lied zu Ende ist.
Einer Meldung geht grundsätzlich immer ein Gruß voraus (ohne „Guten Tag“ o. Ä.); von Soldaten vom Dienstgrad Feldwebel (oder entsprechend: Bootsmann/Fähnrich/Fähnrich zur See) aufwärts (und nur von diesen) wird dieser bis Ende der Meldung durchgehalten.
Grundsätzlich wird der militärische Gruß durch „Anlegen der rechten Hand an die Kopfbedeckung (bzw. den Kopf)“ ausgeführt. Dabei führt der Grüßende die rechte Hand – Finger aneinanderliegend, Daumen angelegt – mit der Fingerspitze schnell so an die Schläfe oder an den Rand der Kopfbedeckung, dass der Handrücken nach oben zeigt, der Unterarm und die Hand eine Gerade bilden und der Ellenbogen sich etwa in Schulterhöhe befindet. Er beendet den Gruß, indem er die Hand schnell herabnimmt und gegebenenfalls gleichzeitig den Kopf geradeaus richtet.
Grüßt der Soldat im Gehen, behält er seinen Schritt bei und grüßt, sobald er sich drei Schritte vor dem zu Grüßenden befindet. Im Stehen nimmt der Soldat während des Grußes die Grundstellung mit Front zum Vorgesetzten ein. Sitzende Soldaten müssen sich zum Gruß erheben.
Wenn ein Soldat den beschriebenen Gruß nicht ausführen kann, beispielsweise weil er durch Tragen einer Waffe oder eines anderen Gegenstandes daran gehindert ist, grüßt er durch Blickwendung – also so, wie man auch im Privatleben andere Menschen grüßt. Auch der Gruß mit der linken Hand ist vorgesehen, aber nur bei Verletzung oder körperlicher Behinderung.
Es gibt einige Ausnahmesituationen, in denen nicht militärisch gegrüßt wird. Dazu zählen der Aufenthalt in Speisesälen, Betreuungseinrichtungen wie Mannschaftsheim, Unteroffizier- und Offizier-Heimgesellschaft OHG sowie Gemeinschafts-, Dusch- und Waschräumen oder im Sanitätsbereich. Ebenso gibt es Sonderregelungen für Wachsoldaten (nur Posten grüßen) sowie für Soldaten in Formation (nur der die Formation Führende grüßt), beim Führen von Kraftfahrzeugen (Fahrer grüßt nicht, nur der Kommandant eines Fahrzeugs) sowie beim Tragen von Zivilkleidung oder Sportanzug. Rekruten grüßen, bis sie den militärischen Gruß gelernt haben, ohne Anlegen der Hand an den Kopf (also nur Grundstellung und verbaler Gruß).

## Österreich

### Bundesheer
Beim Österreichischen Bundesheer entscheidet die Situation, wie der Soldat zu grüßen hat.
Steht der Soldat, hat er die Grundstellung (siehe weiter unten) mit Front zum Ranghöheren einzunehmen, während der militärische Gruß geleistet wird. Geht der Ranghöhere vorbei, folgt man ihm während des Grußes mit Gesicht und Blick.
Bei der Begegnung wird dem Ranghöheren das Gesicht zugewandt, drei Schritte vor ihm der militärische Gruß durch Salutieren oder Verbeugen (siehe weiter unten), nicht durch Einnehmen der Grundstellung geleistet. Sobald der Ranghöhere vorbei ist, wird die Hand rasch wieder heruntergenommen.
Vor dem Betreten von militärischen Diensträumen wird erst einmal grundsätzlich die Kopfbedeckung (ausgenommen Helm) abgenommen, außer von Soldaten vom Tag, Wachen und Bereitschaften. Eine Kopfbedeckung mit Schirm (z. B. Kappe) wird dabei mit der linken Hand in der Mitte des Schirms gehalten und bei natürlich herabhängenden Armen mit der Öffnung zum Körper an den Oberschenkel angelegt. Eine Kopfbedeckung ohne Schirm (z. B. Barett) wird mit der linken Hand von unten seitlich zusammengedrückt und bei natürlich herabhängendem Arm mit der Öffnung nach unten gehalten. Der militärische Gruß wird dann durch Salutieren oder, wenn dies nicht möglich ist, durch Einnehmen der Grundstellung durchgeführt.
Vor Meldungen oder Gesprächen wird drei Schritte vor dem Ranghöheren die Grundstellung eingenommen und der militärische Gruß geleistet. Nach Beendigung der Meldung oder des Gesprächs wird nochmals der militärische Gruß geleistet und mit einer Kehrtwendung und Appellschritt abgetreten. Wird ein Soldat von einem Ranghöheren angesprochen, hat er die Grundstellung und Front zu diesem einzunehmen. Das Abtreten erfolgt wie bei der Meldung.
Antwortet ein Ranghöherer auf einen militärischen Gruß auch mit einem Wortgruß (z. B. „Guten Morgen“), erwidert der Soldat diesen unter Beifügung von dessen Dienstgrad (z. B. „Guten Morgen, Herr Oberleutnant!“).
Bei der Bundeshymne oder vorbeigetragenen Insignien ist der militärische Gruß durch Salutieren zu leisten, wobei die Hand erst herunterzunehmen ist, wenn die Bundeshymne verklungen ist bzw. die Insignien vorbei sind.
Bei der Flaggenparade haben Soldaten, die sich in Sichtverbindung zum Flaggenmast befinden, zu salutieren, und zwar sowohl wenn die Flagge gehisst, als auch wenn sie niedergeholt wird. Soldaten in Zivil haben in angemessener Haltung mit Blick zum Fahnenmast zu stehen.
Es gibt beim Österreichischen Bundesheer außerdem verschiedene Arten, den militärischen Gruß zu leisten:
Beim Salutieren wird die rechte Hand (Zeigefinger sind gestreckt, Daumen liegt an, Handrücken und Unterarm bilden eine Gerade) zum rechten Rand der Kopfbedeckung, oder, wenn keine getragen wird, zur rechten Schläfe geführt. Der Handteller schaut dabei nach links und der Arm wird in keiner Weise vom Körper weggestreckt. Die linke Hand befindet sich während des Salutierens in Grundstellung (Handfläche mit gestreckten und geschlossenen Fingern, Daumen beigezogen liegt am Oberschenkel an bzw. bei der Garde ausgestreckte Finger sowie ausgestreckter Daumen, der auf Seite des Zeigefingers anliegt, werden mit Handfläche auf Oberschenkel gelegt). Nach drei Marschtakten wird die Hand wieder heruntergenommen.
Der militärische Gruß kann aber auch durch Einnehmen der Grundstellung ausgeführt werden. Dies ist nur erlaubt, wenn der Soldat etwas in der rechten Hand (z. B. die Waffe) hält, und erfolgt folgendermaßen: Der Soldat hat stramm und gerade zu stehen. Die Schuhspitzen sind dabei gleichmäßig so weit geöffnet, dass die Entfernung zwischen den beiden etwa eine halbe Schuhlänge beträgt; die Absätze bleiben geschlossen, das Körpergewicht ruht gleichmäßig auf beiden Beinen, die Knie sind durchgedrückt. Der Oberkörper ist aus den Hüften gehoben, wobei die Wirbelsäule gestreckt und die Brust mäßig gewölbt wird. Die Schultern sind in gleicher Höhe und leicht zurückgenommen, aber auf keinen Fall hochgezogen. Die Arme hängen natürlich herab, die Handflächen liegen seitlich an den Oberschenkeln mit gestreckten und geschlossenen Fingern, Daumen beigezogen und Mittelfinger an den Mitten der Schenkeltasche, flach an. Der Kopf wird aufrecht und natürlich getragen, das Kinn ist etwas gehoben, aber nicht vorgestreckt.
Es gilt der Grundsatz, dass nicht salutiert wird, wenn der Soldat seine Waffe bei sich trägt. Wachsoldaten, die, wenn sie auf Posten sind, ihr Sturmgewehr vor ihrer Brust umgehängt tragen, führen ihre Ehrenbezeigung aus, indem sie den Schaft ihres Gewehrs mit der linken Hand kurz umschließen.
Als letzte Möglichkeit kommt auch das Verbeugen in Frage. Diese ist nur dann gestattet, wenn das Salutieren oder das Einnehmen der Grundstellung nicht möglich ist oder nicht angemessen erscheint (z. B. im Sitzen in öffentlichen Verkehrsmitteln etc.). Das Verbeugen erfolgt durch ein kurzes Neigen des Kopfes in Richtung des Ranghöheren.
Den Angehörigen des Bundesheeres ist aufgetragen, uniformierte Angehörige der österreichischen Polizei, die ihnen begegnen, ebenfalls mit einer Ehrenbezeigung zu grüßen. Dies gilt als Zeichen des Respekts und der guten Beziehungen der österreichischen Armee zur Polizei. Dabei soll der im Verhältnis Rangniedere den Ranghöheren zuerst grüßen. Beispielsweise sind für Rekruten so gut wie alle Angehörigen der Polizei im Rang verhältnismäßig höher. Im Rang ungefähr Gleichgestellte sollen sich nach Möglichkeit gleichzeitig grüßen.
Im Gefechtsdienst (Einsatz/Übung) entfällt der militärische Gruß in oben genannter Form. Im Wachdienst nimmt der kontrollierende Posten kurze Haltung ein und versieht seinen Kontrollauftrag.
Bloßes Anlächeln – schelmisch bis hilflos, weil zwei volle Hände das Salutieren verunmöglichen – kann einen respektfordernden Ranghöheren dazu bringen, beim Einheitskommandanten ein Disziplinarverfahren wegen Nichtgrüßens durch unterlassenes Nicken anzustoßen, das bei zwischenzeitlichem Ende des Militär-Präsenzdienstes auch in eine Ersatzgeldstrafe münden kann.

### Bundespolizei
Die Bundespolizei ist zwar ein ziviler, jedoch nach militärischem Muster organisierter Wachkörper. Die Ehrenbezeigung bei der österreichischen Bundespolizei, von der das Salutieren eine Variation darstellt, lehnt sich daher naturgemäß an den Brauch des Bundesheeres an. Jedoch gibt es durchaus Unterschiede.
Die Ehrenbezeigung wird durch kurzes Anlegen der rechten Hand an die Kopfbedeckung (Salutieren) geleistet, außerdem ist gleichzeitig „Grundstellung“ einzunehmen. Beim Salutieren hebt der Bedienstete den rechten Arm und legt die rechte Hand mit geschlossenen Fingern, Handteller nach links, an den rechten Rand der Kopfbedeckung. Er beugt den Arm im Ellbogen, ohne beim Anheben seine Länge zur Frontlinie zu verändern und den Ellenbogen wegzustrecken. Mittel- und Ringfinger berühren den Rand der Kopfbedeckung seitlich vom rechten Auge. Der Handrücken bildet mit dem Unterarm eine Gerade. Die Finger sind durchgestreckt.
Trägt der uniformierte Polizeibedienstete keine Kopfbedeckung (z. B. im Innendienst) oder trägt er in beiden Händen etwas oder besteht sonst eine Behinderung, so hat er durch entsprechenden Wortgruß mit Anrede bzw. durch Kopfwendung zu grüßen.
Die Ehrenbezeigung ist gegenüber Vorgesetzten bei deren Erscheinen sowie bei Anreden, Meldungen und Gesprächen zu leisten und beim Weggehen zu wiederholen. Auch anlässlich des Abspielens der Bundeshymne oder einer anderen Nationalhymne sowie gegenüber Fahnen, Flaggen und Standarten eines Exekutivkörpers oder des Bundesheeres ist der Gruß zu leisten. Die Ehrenbezeigung haben alle uniformierten Bediensteten zu leisten, es sei denn, sie stehen in geschlossener Formation.
Beim Lenken eines Fahrzeuges und bei polizeilichen Maßnahmen hat die Ehrenbezeigung zu entfallen, wenn dadurch ein Dienstauftrag nicht befolgt werden könnte (z. B. bei Eskortierungen oder im Rahmen des Großen polizeilichen Ordnungsdienstes).
Ein uniformierter Polizeibediensteter, der einen geschlossenen Raum betritt, hat – außer in Ausübung einer exekutiven Amtshandlung – die Kopfbedeckung abzunehmen und die Ehrenbezeigung durch Einnehmen der „Grundstellung“ zu erweisen. Die Grundstellung bei der Polizei unterscheidet sich in diesem Fall zu der beim Bundesheer vor allem dadurch, dass die Hände keine Faust bilden, sondern die Handfläche gestreckt auf den Oberschenkeln aufliegen.
Während eines exekutiven Außendienstes und während des Innen- oder Journaldienstes hat ein uniformierter Polizeibediensteter einem zur Dienstaufsicht befugten Vorgesetzten seinen Dienstauftrag und allfällige Vorkommnisse zu melden, sofern es seine Aufgabenstellung zulässt. Versehen mehrere uniformierte Bedienstete gemeinsam Dienst, so hat der ranghöchste Bedienstete diese Meldung gegenüber dem Vorgesetzten zu erstatten. Unter „einem zur Dienstaufsicht befugten Vorgesetzten“ sind nicht nur direkte Vorgesetzte, wie z. B. der Behörden- und der Dienststellenleiter, der Abteilungskommandant oder deren Stellvertreter, sondern auch die höchsten Staatsfunktionäre (Bundespräsident, Bundeskanzler, Bundesminister für Inneres) zu verstehen. Uniformierte Polizeibedienstete haben auch andere Polizeibedienstete durch Ehrenbezeigung zu grüßen.
Sofern dies möglich ist, ist jede Amtshandlung eines uniformierten Polizeibediensteten in der Öffentlichkeit mit dem Salutieren zu beginnen und damit zu beenden.
Den Bediensteten der Polizei ist es aufgetragen, uniformierte Angehörige des Bundesheeres, die ihnen begegnen, ebenfalls mit einer Ehrenbezeigung zu grüßen. Dies gilt als Zeichen des Respekts und der guten Beziehungen der Polizei zur österreichischen Armee. Dabei soll der im Verhältnis Rangniedere den Ranghöheren zuerst grüßen. Im Rang ungefähr Gleichgestellte sollen sich nach Möglichkeit gleichzeitig grüßen.

## Schweiz
In der Schweizer Armee ist die Ausführung des Grußes ähnlich und kann auch unter Gleichrangigen zur Anwendung kommen (unter Soldaten allerdings nicht üblich).
Wenn der Grüßende sitzt (am Schreibtisch, im Fahrzeug etc.) bzw. wenn er in der rechten Hand etwas hält, nimmt er einfach kurz eine sehr aufrechte Position an und nickt mit dem Kopf. Das Grüßen mit der linken Hand ist untersagt. Häufig geht unmittelbar nach dem Handanlegen die grüßende Hand mit einem Schlag an den (eigenen) Oberschenkel. Mit diesem Schlag soll der Gruß besonders „schneidig“ wirken. Dieses Verhalten ist aber in keinem Reglement vermerkt. Wenn man das Sturmgewehr 90 vorgehängt trägt, kommt zusätzlich zum normalen Gruß noch ein kurzer Griff an den Gewehrkolben.
Treffen sich zwei Angehörige der Armee (kurz: AdA), ist es üblich, dass der Rangniedere zuerst grüßt. Man geht normal aneinander vorbei, legt die Hand an und sagt ein knappes: „Grüezi/Grüessech Herr Oberst etc.“ oder nur „Grüezi“ bzw. „Grüessech“. Grüßen ist eine Frage des Anstandes und so kann auch ein Ranghöherer AdA zuerst grüßen, was allerdings eher selten ist. In jedem Fall geht das Grüßen des Ranges dem Grüßen der Person vor.
Will man mit einem Ranghöheren formell korrekt ins Gespräch kommen, so meldet man sich korrekt an:
1. Man geht in die „Achtungsstellung“ vor dem Vorgesetzten, in dem man die Füße zusammenhält und eine aufrechte Haltung einnimmt.
2. Nun legt man die Hand zum Gruß an und meldet z. B. „Oberleutnant! Rekrut XY!“
3. Nun wartet man, bis der Oberleutnant den Gruß erwidert, und geht dann in die sog. „Ruhestellung“.
4. Beim Abgang nimmt man nochmals kurz die Achtungstellung ein und sagt: „Melde mich ab!“
5. Danach nochmals Gruß, welcher vom Vorgesetzten erwidert wird.

Das Dienstreglement der Armee schreibt bei Artikel 59 zu Gruß und Meldung:
Absatz 1

Die militärischen Formen sind Ausdruck der Zusammengehörigkeit und der militärischen Ordnung.
Absatz 2

Wer Ranghöhere oder Vorgesetzte anspricht oder von diesen angesprochen wird, grüßt und meldet sich an. Wenn beide einander mit Namen kennen, genügt der militärische Gruß.
Absatz 3

Außerdem grüßen sich Angehörige der Armee in Situationen, in welchen das Grüßen auch im zivilen Leben üblich ist.
Die Erwiderung des Grußes ist Pflicht.
Des Weiteren herrscht Grußpflicht gegenüber
- dem entfalteten Feldzeichen;
- der Schweizer Fahne (an Gebäuden des Bundes);
- der eigenen oder einer fremden Nationalhymne;
- geschlossenen Verbänden;
- Kondukten / Leichenwagen.

In Wiederholungskursen geht es eher kameradschaftlich zu und her. In der Regel sind alle (Kader und Mannschaft) innerhalb der Kompanie per Du und somit fällt normalerweise auch das formelle Verhalten weg.

## Armeen anderer Nationen

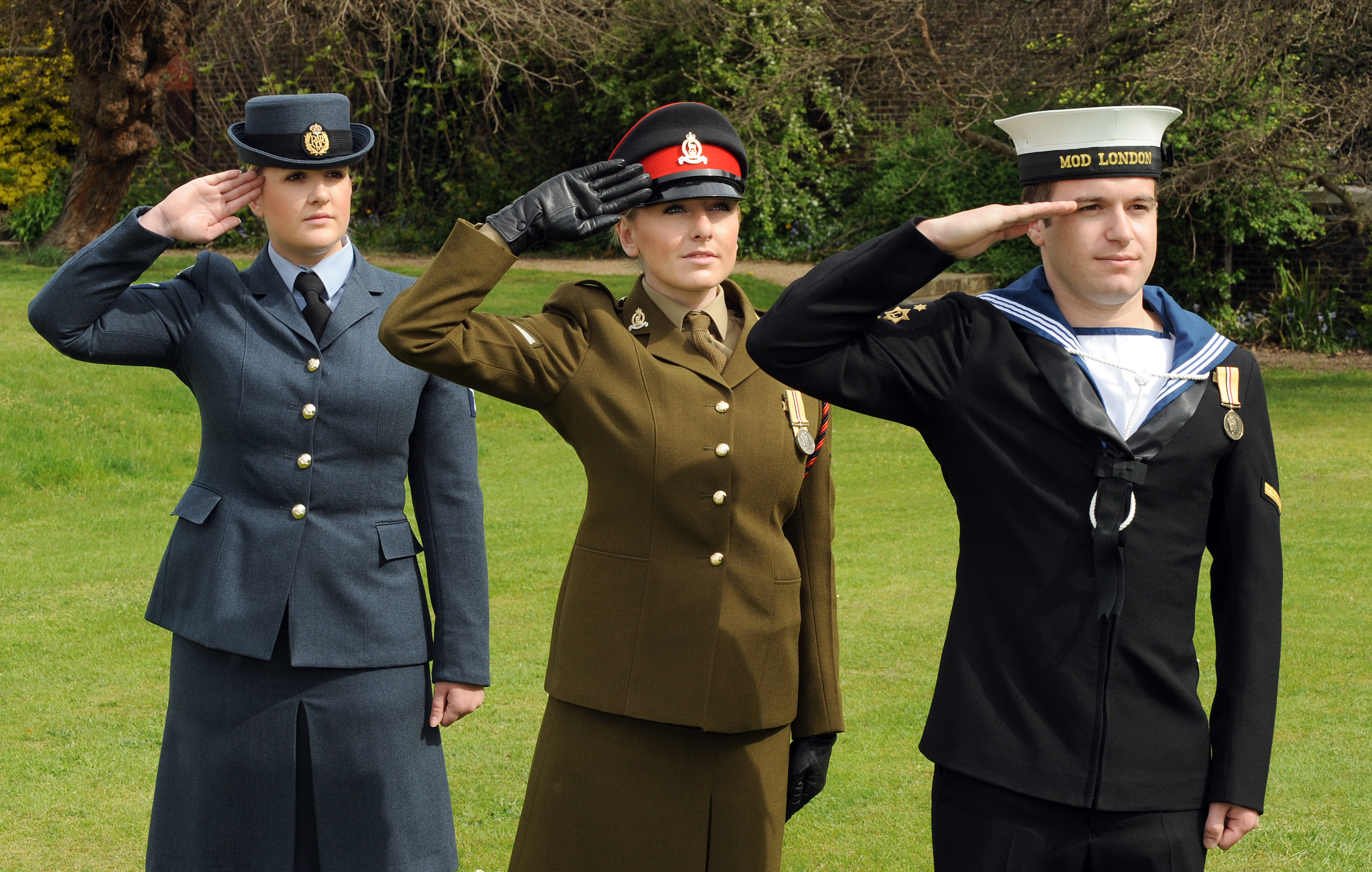
Militärische Grußformen der Royal Air Force, der British Army und der Royal Navy

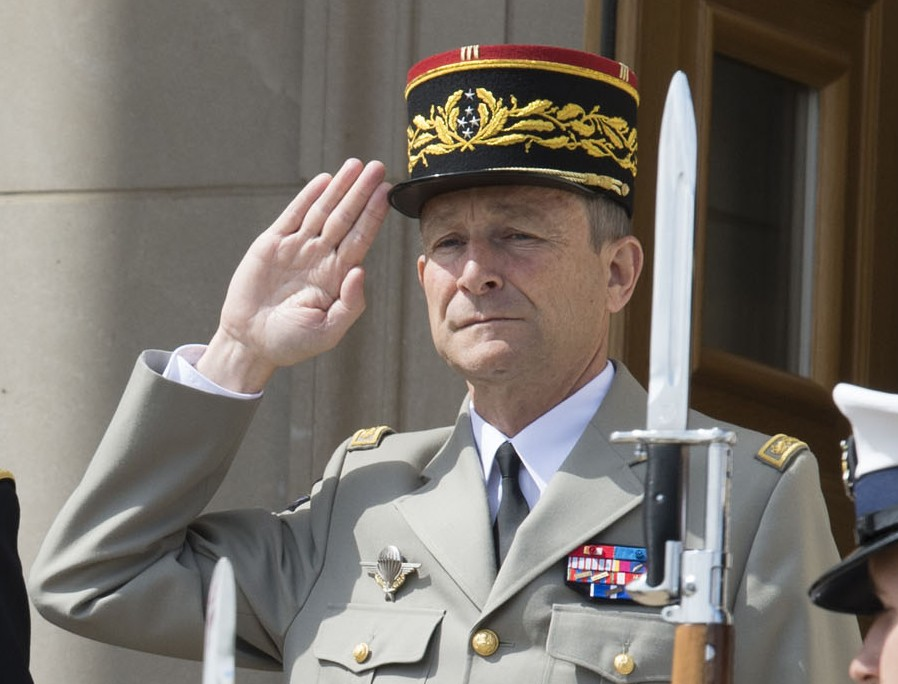
Gruß eines französischen Generals

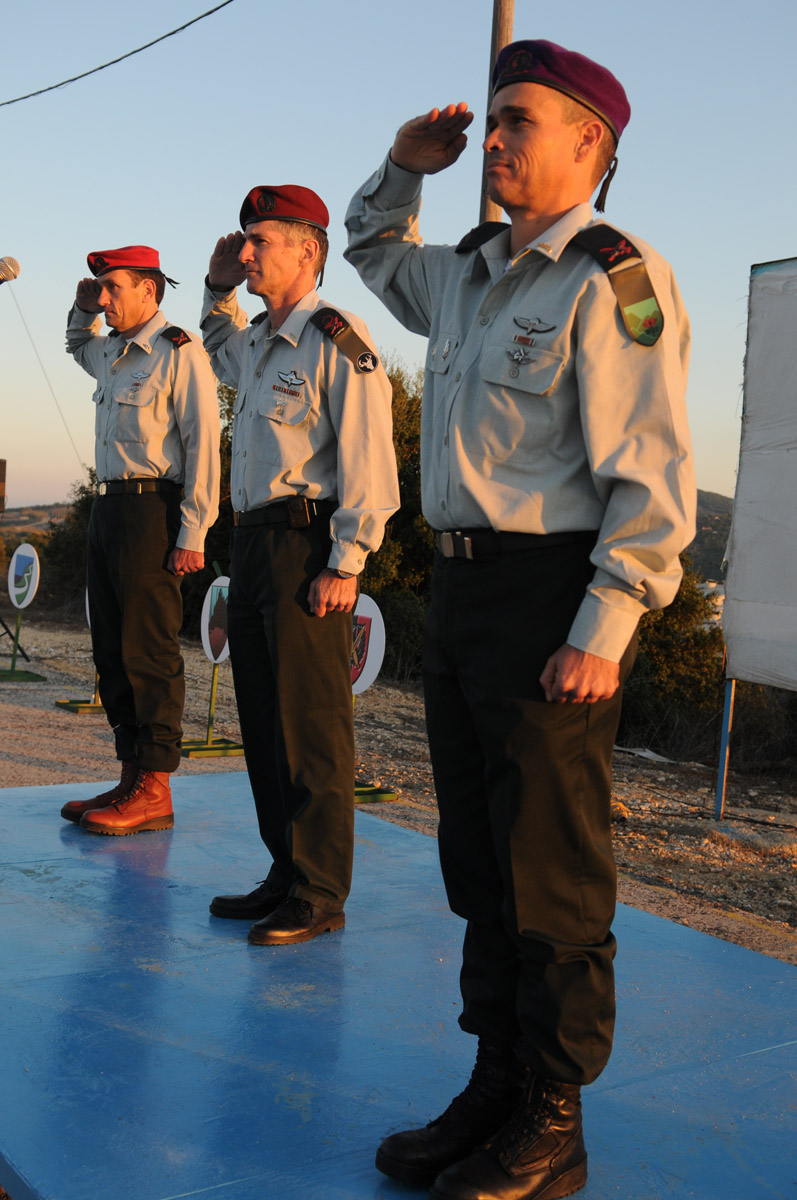
Militärischer Gruß in Israel

In Frankreich, Luxemburg, Großbritannien und den Armeen des ehemaligen Britischen Weltreiches wird beim Salutieren meist die rechte Handfläche in Richtung des Gegrüßten gewendet. In Israel wird hingegen die Hand zum Boden gewendet und ohne Berührung der Schläfe salutiert.
In Polen ist der sogenannte Zwei-Finger-Gruß vorgeschrieben, bei dem nur zwei Finger an die Schläfe gelegt werden. Die Handflächeninnenseite zeigt dabei in Richtung des Gegrüßten.
In der Roten Armee mussten nur die direkten Vorgesetzten gegrüßt werden und nicht ausnahmslos alle dienstgradhöheren Personen.

## Sonstige Organisationen

### Feuerwehr
In manchen Nationen ist dieser Gruß auch bei der Feuerwehr üblich:
- in Frankreich, wobei es sich bei den Berufsfeuerwehren von Paris und Marseille ohnehin um Einheiten des Heers bzw. der Marine handelt
- in Österreich, wenn mit einer Gruppe exerziert wird (z. B. bei festlichen Anlässen wie Totengedenken oder Florianifeier; bei Leistungsbewerben)
- in Deutschland, wenn im Rahmen einer Veranstaltung oder zu Beginn eines Dienstes angetreten wird

### Studentenverbindungen
Bei vielen Verbindungen ist der militärische Gruß beim so genannten Chargieren in Vollwichs üblich. Das Kommando dazu lautet: „Gruß auf!“
Hierbei gibt es auch Varianten, bei denen die Hand an den Hinterkopf gehalten wird. Dies ist die Begrüßung beim Tragen eines Tönnchens oder eines Straßencerevis (Kopfbedeckung für Alte Herren).